# العلاقات الباهاماسية الفيجية
العلاقات الباهاماسية الفيجية هي العلاقات الثنائية التي تجمع بين باهاماس وفيجي.

## مقارنة بين البلدين
هذه مقارنة عامة ومرجعية للدولتين:
| وجه المقارنة                                              | باهاماس      | فيجي                                                                 |
| --------------------------------------------------------- | ------------ | -------------------------------------------------------------------- |
| المساحة (كم2)                                             | 13.88 ألف    | 18.27 ألف                                                            |
| عدد السكان (نسمة)                                         | 395.36 ألف   | 915.30 ألف                                                           |
| الكثافة السكانية (ن./كم²)                                 | 28.48        | 50.1                                                                 |
| العاصمة                                                   | ناساو        | سوفا                                                                 |
| اللغة الرسمية                                             | لغة إنجليزية | لغة إنجليزية، اللغة الفيجية، اللغة الفيجي الهندية، اللغة الهندستانية |
| العملة                                                    | دولار بهامي  | دولار فيجي                                                           |
| الناتج المحلي الإجمالي (بليون دولار)                      | 12.16 مليار  | 5.06 مليار                                                           |
| الناتج المحلي الإجمالي (تعادل القوة الشرائية) بليون دولار | 8.92 مليار   | 8.32 مليار                                                           |
| الناتج المحلي الإجمالي الاسمي للفرد دولار أمريكي          | 22.82 ألف    | 4.96 ألف                                                             |
| الناتج المحلي الإجمالي للفرد دولار أمريكي                 |              | 8.79 ألف                                                             |
| مؤشر التنمية البشرية                                      | 0.790        | 0.727                                                                |
| رمز المكالمات الدولي                                      | +1242        | +679                                                                 |
| رمز الإنترنت                                              | .bs          | .fj                                                                  |
| المنطقة الزمنية                                           | 00           | ت ع م+12:00                                                          |

## منظمات دولية مشتركة
يشترك البلدان في عضوية مجموعة من المنظمات الدولية، منها:
| علم المنظمة | اسم المنظمة                                 | تاريخ انضمام باهاماس | تاريخ انضمام فيجي |
| ----------- | ------------------------------------------- | -------------------- | ----------------- |
|             | تحالف الدول الجزرية الصغيرة                 | ?                    | ?                 |
|             | الاتحاد البريدي العالمي                     | ?                    | ?                 |
|             | يونسكو                                      | 23 أبريل 1981        | 14 يوليو 1983     |
|             | البنك الدولي للإنشاء والتعمير               | 21 أغسطس 1973        | 28 مايو 1971      |
|             | وكالة ضمان الاستثمار متعدد الأطراف          | 4 أكتوبر 1994        | 24 سبتمبر 1990    |
|             | الاتحاد الدولي للاتصالات                    | 19 أغسطس 1974        | 5 مايو 1971       |
|             | منظمة الشرطة الجنائية الدولية               | ?                    | ?                 |
|             | مؤسسة التمويل الدولية                       | 8 ديسمبر 1986        | 12 يوليو 1979     |
|             | الأمم المتحدة                               | 18 سبتمبر 1973       | 13 أكتوبر 1970    |
|             | مجموعة دول أفريقيا والكاريبي والمحيط الهادئ | ?                    | ?                 |
|             | مؤسسة التنمية الدولية                       | 23 يونيو 2008        | 29 سبتمبر 1972    |
|             | منظمة حظر الأسلحة الكيميائية                | ?                    | ?                 |
|             | المركز الدولي لتسوية المنازعات الاستشارية   | 18 نوفمبر 1995       | 10 سبتمبر 1977    |

## وصلات خارجية
- موقع وزارة الخارجية الفيجية